# Lago de Burdur
El lago Burdur (en turco: Burdur Gölü) es un gran lago de agua salada que se encuentra entre las provincias de Burdur e Isparta, en el suroeste de Turquía. Cuenta con una superficie de 250 km² y una profundidad máxima que varía entre 50 y 110 m. El nivel del agua fluctúa a lo largo del año. El lago Burdur es también un humedal importante para numerosas especies de aves y está incluido en el Convenio de Ramsar.